# Roboctaaf
Roboctaaf is het 19de stripverhaal van Samson en Gert. De reeks werd getekend door striptekenaarsduo Wim Swerts & Jean-Pol. Danny Verbiest, Gert Verhulst en Hans Bourlon namen de scenario's voor hun rekening. De strips werden uitgegeven door Studio 100. Het stripalbum verscheen in 1999.

## Hoofdpersonages
In dit verhaal spelen de volgende hoofdpersonages mee:
- Samson
- Gert
- Alberto Vermicelli
- Burgemeester Modest
- Jeannine De Bolle
- Octaaf De Bolle
- Marie
- Boer Teun

## Verhalen
Het album bevat de volgende twee verhalen:
1 Roboctaaf
Octaaf knutselt iets in elkaar wat niemand mag weten. Door een vergissing wisselt Alberto de afstandsbediening van zijn vliegtuig om met die van de grote robot die Octaaf gemaakt heeft. Het begin van een spannende achtervolging.
2. De voetbalwedstrijd
Octaaf wil meedoen aan een voetbaltoernooi en laat zijn spelers tot het uiterste gaan. Wanneer de dag uiteindelijk aangebroken is, krijgt de auto panne en moeten de voetballers te voet naar het dichtstbijzijnde station. Doordat ze zo gehaast zijn nemen ze de verkeerde trein en gaan ze de andere kant op.